# Мацошинська сільська рада
| Мацошинська сільська рада — орган місцевого самоврядування у Жовківському районі Львівської області з адміністративним центром у с. Мацошин. Історична дата утворення: в 1996 році. Водоймища на території, підпорядкованій даній раді: річка Свиня. Сільській раді підпорядковані населені пункти: - с. Мацошин |

## Склад ради
Рада складається з 14 депутатів та голови.

### Керівний склад ради
| ПІБ                       | Основні відомості                                                                  | Дата обрання | Дата звільнення |
| ------------------------- | ---------------------------------------------------------------------------------- | ------------ | --------------- |
| Витрикуш Ігор Васильович  | Сільський голова, 1972 року народження, освіта, член Соціалістичної партії України | 26.03.2006   | 31.10.2010      |
| Витрикуш Ігор Васильович  | Сільський голова, 1972 року народження, освіта вища, безпартійний                  | 31.10.2010   |                 |
| Сорока Олег Володимирович | Сільський голова, освіта середня, безпартійний                                     | 25.10.2015   |                 |

Примітка: таблиця складена за даними джерела